# Шилхак-Иншушинак II
Шилхак-Иншушинак II — царь Элама, правил приблизительно в 688 — 668 (?) годах до н. э. Двоюродный брат трёх предыдущих правителей (Кутир-Наххунте IV, Хумбан-нимена, Хумбан-Халташ I). Сын Уммануну. Правил в Сузах. В Сузах была найдена принадлежащая ему бронзовая оправа, посвященная им храму богини Ниарсины. Источники Двуречья вообще не упоминают Шилхак-Иншушивака II. 